# Než jsme se našli
Než jsme se našli (v anglickém originále ’Til There Was You) je americký romantický film z roku 1997. Režisérem filmu je Scott Winant. Hlavní role ve filmu ztvárnili Jeanne Tripplehorn, Dylan McDermott, Sarah Jessica Parker, Jennifer Aniston a Craig Bierko. 

## Obsazení
| Jeanne Tripplehorn   | Gwen Moss          |
| Dylan McDermott      | Nick Dawkan        |
| Sarah Jessica Parker | Francesca Lanfield |
| Jennifer Aniston     | Debbie             |
| Craig Bierko         | Jon Haas           |
| Yvonne Zima          | Gwen 7 let         |
| Madeline Zima        | Gwen 12 let        |
| Kellen Fink          | Nick 7 let         |